# Австралійська антарктична територія
Австралійська Антарктична територія — сектор Антарктики, на який претендує Австралія. Сектор складається із усіх островів і територій, що лежать на південь від 60° пд.ш. і між 44° 38' сх.д. і 160° сх.д., виключаючи Землю Аделі (з 136° 11' сх.д. по 142° 02' сх.д.), яка ділить територію на західну (більшу частину) і східну (меншу). Площа території: 5 820 700 км² суші і 75 800 км² льодяного шельфу, що загалом становить 5 896 500 км².